# Rezerwat przyrody Wydma Mołożewska
Wydma Mołożewska – faunistyczny rezerwat przyrody położony w gminie Jabłonna Lacka (województwo mazowieckie), na wschód od miejscowości Mołożew-Wieś.
Został powołany Zarządzeniem Ministra Ochrony Środowiska i Zasobów Naturalnych z dnia 18 lutego 1987 r. (M.P. z 1987 r. nr 7, poz. 54) na powierzchni 63,80 ha.
Celem utworzenia rezerwatu była ochrona stanowisk lęgowych rzadkich gatunków ptaków oraz miejsc koncentracji ptaków w okresie jesienno-zimowo-wiosennym. 
Znaczną powierzchnię rezerwatu zajmują zbiorowiska murawowe. W niewielkich, okresowo podtapianych obniżeniach utrzymują się płaty zbiorowisk szuwarowych. Na terenie rezerwatu gniazdują m.in. sieweczka obrożna, rybitwa rzeczna i białoczelna, krwawodziób, rycyk, świergotek polny. Rezerwat spełnia także ważną rolę dla gatunków przelotnych, takich jak np. brodziec piskliwy, brodziec śniady, łęczak i batalion.